# زیخیر
زیخیر (به لاتین: Zıxır) یک منطقه مسکونی در جمهوری آذربایجان است که در شهرستان قوبا واقع شده‌است. زیخیر ۴۶۲ نفر جمعیت دارد.

## ریشه واژه
زیخیر از دو واژه تاتی قفقاز زیل به‌معنی نهر، جوی یا دره و خیر به‌معنی خیر به‌معنی کاخ یا برج تشکیل شده است.